# WBC (medycyna)
WBC (ang. white blood cells) – wskaźnik określający liczbę białych krwinek w morfologii krwi. Norma leukocytów we krwi zmienia się w stanach patologicznych. Może dojść do zwiększenia lub zmniejszenia jednego typu leukocytów lub kilku rodzajów leukocytów na raz.

## Wartości prawidłowe
4000-10000/mm3. U zdrowego niemowlęcia i małego dziecka: 9000-15000/mm3.

## Wartości powyżej normy
Stan podwyższonego WBC określa się mianem leukocytozy, która wynika ze wzrostu jednego lub kilku rodzajów leukocytów i może być spowodowane:
- niektórymi chorobami zakaźnymi
- stanami zapalnymi
- chorobami nowotworowymi
- białaczką
- zatruciem, urazami, stanem po operacji
- stresem psychicznym lub fizycznym
- lekami – adrenalina, hormony sterydowe, związki litu
- paleniem papierosów
- uszkodzeniem tkanek np. przy oparzeniach

Fizjologiczny wzrost ilości krwinek białych można zaobserwować w okresie ciąży, po posiłku, w stresie, po wysiłku fizycznym czy po długotrwałym opalaniu.

## Wartości poniżej normy
Stan obniżonego WBC określa się mianem leukopenii i może być spowodowane:
- chorobami zakaźnymi, np. wirusowe – WZW, grypa, zakażenie HIV, odra, różyczka, ospa wietrzna
- uszkodzeniem szpiku kostnego przez
  - środkami chemicznymi
  - przerzutami nowotworowymi
  - białaczką
  - aplazją
  - hipoplazją
- chorobą popromienną
- wyniszczeniem organizmu
- kolagenozą np. toczeń trzewny
- ciężkimi zakażeniami bakteryjnymi – sepsa, dury i paradury
- wstrząsem anafilaktycznym
- chorobą wątroby lub śledziony